# Yuki Tsubota
Yuki Tsubota (ur. 3 lutego 1994 w Vancouver) – kanadyjska narciarka dowolna, specjalizująca się w slopestyle'u. W 2014 roku wystartowała na igrzyskach olimpijskich w Soczi, zajmując szóste miejsce. Na rozgrywanych rok wcześniej mistrzostwach świata w Voss zajęła piąte miejsce. Brała też udział w mistrzostwach świata w Kreischbergu w 2015 roku, gdzie zajęła szóste miejsce w swej konkurencji. Najlepsze wyniki w Pucharze Świata osiągnęła w sezonie 2015/2016, kiedy to zajęła 19. miejsce w klasyfikacji generalnej, a w klasyfikacji slopestyle'u była czwarta.

## Osiągnięcia

### Igrzyska olimpijskie
| Miejsce | Dzień     | Rok  | Miejscowość | Konkurencja | Zwycięzca     |
| ------- | --------- | ---- | ----------- | ----------- | ------------- |
| 6.      | 11 lutego | 2014 | Soczi       | Slopestyle  | Dara Howell   |
| 6.      | 17 lutego | 2018 | Pjongczang  | Slopestyle  | Sarah Höfflin |

### Mistrzostwa świata
| Miejsce | Dzień       | Rok  | Miejscowość   | Konkurencja | Zwyciężczyni    |
| ------- | ----------- | ---- | ------------- | ----------- | --------------- |
| 5.      | 9 marca     | 2013 | Voss          | Slopestyle  | Kaya Turski     |
| 6.      | 21 stycznia | 2015 | Kreischberg   | Slopestyle  | Lisa Zimmermann |
| 13.     | 19 marca    | 2017 | Sierra Nevada | Slopestyle  | Tess Ledeux     |

### Puchar Świata

#### Miejsca w klasyfikacji generalnej
- sezon 2011/2012: 85.
- sezon 2012/2013: 126.
- sezon 2013/2014: 105.
- sezon 2014/2015: 118.
- sezon 2015/2016: 19.
- sezon 2016/2017: 99.
- sezon 2017/2018: 65.
- sezon 2018/2019: 54.

#### Miejsca na podium w zawodach
1. Mammoth Mountain – 24 stycznia 2016 (slopestyle) – 1. miejsce
2. Seiser Alm – 16 marca 2018 (slopestyle) – 3. miejsce
3. Cardrona – 7 września 2018 (big air) – 3. miejsce